# گائله دوما
گائله دوماس (زاده ۲۱ فوریه ۲۰۰۳) یک بازیکن فوتبال اهل هائیتی است. او اغلب به عنوان هافبک برای ای اس اف کروکس-دس-بوکتس و همچنین در تیم ملی زنان هائیتی بازی می کند. 

## حرفه
دوما برای تیم ملی زنان هائیتی همچنین در مسابقات قهرمانی انتخابی المپیک زنان کونکاکاف ۲۰۲۰ در تاریخ ۳ فوریه ۲۰۲۰ به میدان رفت. بعد از آن او در دقیقه ۷۳ جایگزین باچبا لویی در بازی برابر پاناما به عنوان بازیکن تعویضی وارد زمین می شود.